# Centrale nucléaire de Calder Hall/Sellafield
La centrale nucléaire de Calder Hall/Sellafield est la première centrale nucléaire de production d'électricité au monde, construite sur le domaine du complexe nucléaire, alors militaire, de Sellafield. Elle est équipée de 4 réacteurs Magnox, chacun ayant une capacité de production de 50 MW. 

## Histoire
Sa construction a commencé en 1953, la production d'électricité le 27 août 1956 et elle fut inaugurée le 17 octobre 1956 en présence de la reine Élisabeth II.
Ses réacteurs, initialement à finalité militaire, ont été construits par l'entreprise d'État United Kingdom Atomic Energy Authority (UKAEA) pour produire du plutonium, l'électricité étant un sous-produit de l'exploitation.
À partir de 1964, la centrale de Calder Hall a été utilisée principalement pour la fourniture d'électricité mais c'est à partir de 1995 seulement que le gouvernement du Royaume-Uni a déclaré que la production de plutonium militaire avait cessé.
La centrale fut arrêtée le 31 mars 2003, après 47 ans de service.
Les quatre tours de refroidissement de la centrale ont été détruites par implosion le 29 septembre 2007. Le démantèlement s'est achevé en 2017.

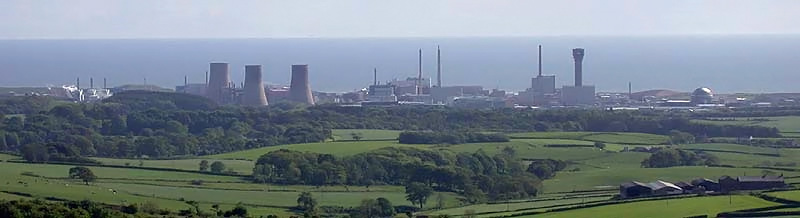
La centrale de Calder Hall/Sellafield.

## Chapelcross
La centrale nucléaire de Chapelcross au sud-ouest de l'Écosse est une copie conforme de Calder Hall.